# Melipona compressipes
Melipona compressipes là một loài Hymenoptera trong họ Apidae. Loài này được Fabricius mô tả khoa học năm 1804.